# Inveraray
Inveraray (gael. Inbhir Aora) – miasto królewskie położone w hrabstwie Argyll and Bute na zachodnim brzegu Loch Fyne. Jest historyczną stolicą hrabstwa Argyll oraz siedzibą księcia Argyll.